# Donna tra le onde
Donna tra le onde (in francese La Femme à la vague; in inglese The Woman in the Waves) è un dipinto dell'artista francese Gustave Courbet, realizzato nel 1868. È conservato nella collezione del museo Metropolitano di New York.

## Storia
Il quadro venne esposto al Salone di Gand del 1868, e poi al Salone di Bruxelles del 1872. Nel 1873 Courbet vendette il dipinto al mercante d'arte Paul Durand-Ruel, che nel 1875 lo rivendette al baritono Jean-Baptiste Faure. Nel gennaio del 1893, Durand-Ruel riacquistò il dipinto da Faure per poi venderlo nuovamente a Henry Osborne Havemeyer, un produttore di zucchero statunitense, e a sua moglie Louisine W. Havemeyer. Nel 1929, dopo la morte della signora Havemeyer, il dipinto e buona parte della sua ampia collezione d'arte passarono al museo nuovaiorchese secondo le sue ultime volontà.

## Descrizione
Il dipinto raffigura una giovane che si trova in mare e che si appoggia a uno scoglio scuro. I suoi capelli ricci e bruno-rossastri sono quasi nascosti dietro le braccia sollevate sopra la testa, mentre diverse ciocche ondulate ricadono sul volto. Nell'alzare le braccia la donna rivela due seni grandi, che rendono l'opera ancora più erotica. Le braccia e i seni formano un contrappunto che porta a un'antitesi tra la contrazione delle prime e l'espansione dei secondi. Dei piccoli schizzi di acqua colpiscono il busto della donna e diventano più schiumosi. L'ambientazione del quadro è buia, in quanto il sole all'orizzonte sta per tramontare e la sera incombe. In lontananza si intravede una barca.
Il dipinto fa parte di una serie di nudi realizzati dall'artista tra il 1864 e il 1868, dopo il successo del dipinto La nascita di Venere di Alexandre Cabanel, esposto al Salone del 1863. L'immagine è caratterizzata da un grande realismo, con il quale Courbet contraddiceva le tecniche artistiche allora accettate al Salone. La resa pittorica della pelle e la presenza dei peli delle ascelle non corrispondono alle bagnanti della tradizione, oltre al fatto che quella curbettiana è molto più sensuale e provocante. Non si conosce l'identità della modella, ma è probabile che sia la stessa che posò per la Donna con pappagallo, un'altra tela dell'artista.

## Accoglienza
Nel catalogo delle opere esposte al Salone brussellese del 1872, il quadro venne descritto come il frutto "malsano" di una "mente sregolata e di un cuore assai malato".